# الكونت (فلم 1916)
الكونت (بالإنجليزية: The Count)، يعرف أيضا بأسم (تشارلي والكونت)، وهو فيلم كوميدي أمريكي صامت من عام 1916 بطولة تشارلي تشابلن تم إنتاجه في شركة موتوال فيلم.

## طاقم التمثيل
- تشارلي تشابلن - الخياط المتدرب
- إدنا بيرفيانس - السيدة مونيباغس
- اريك كامبل - خياط
- ليو وايت - الكونت بروكو

## وصلات خارجية
- الفيلم القصير The Count متوفر للتحميل من موقع أرشيف الإنترنت [المزيد]
- مقالات تستعمل روابط فنية بلا صلة مع ويكي بيانات